# ブルース・マックスウェル
- ブルース・マクスウェル

ブルース・タイロン・マックスウェル（Bruce Tyrone Maxwell, 1990年12月20日 - ）は、 ドイツのヘッセン州ヴィースバーデン出身の元プロ野球選手（捕手）、コーチ。右投左打。
愛称は体型がプリンス・フィルダーを小型化したように見えることからリトル・プリンス。

## 経歴

### プロ入り前
ドイツの米軍基地で生まれ、後にアメリカ合衆国アラバマ州ハンツビルへ移る。

### プロ入りとアスレチックス時代

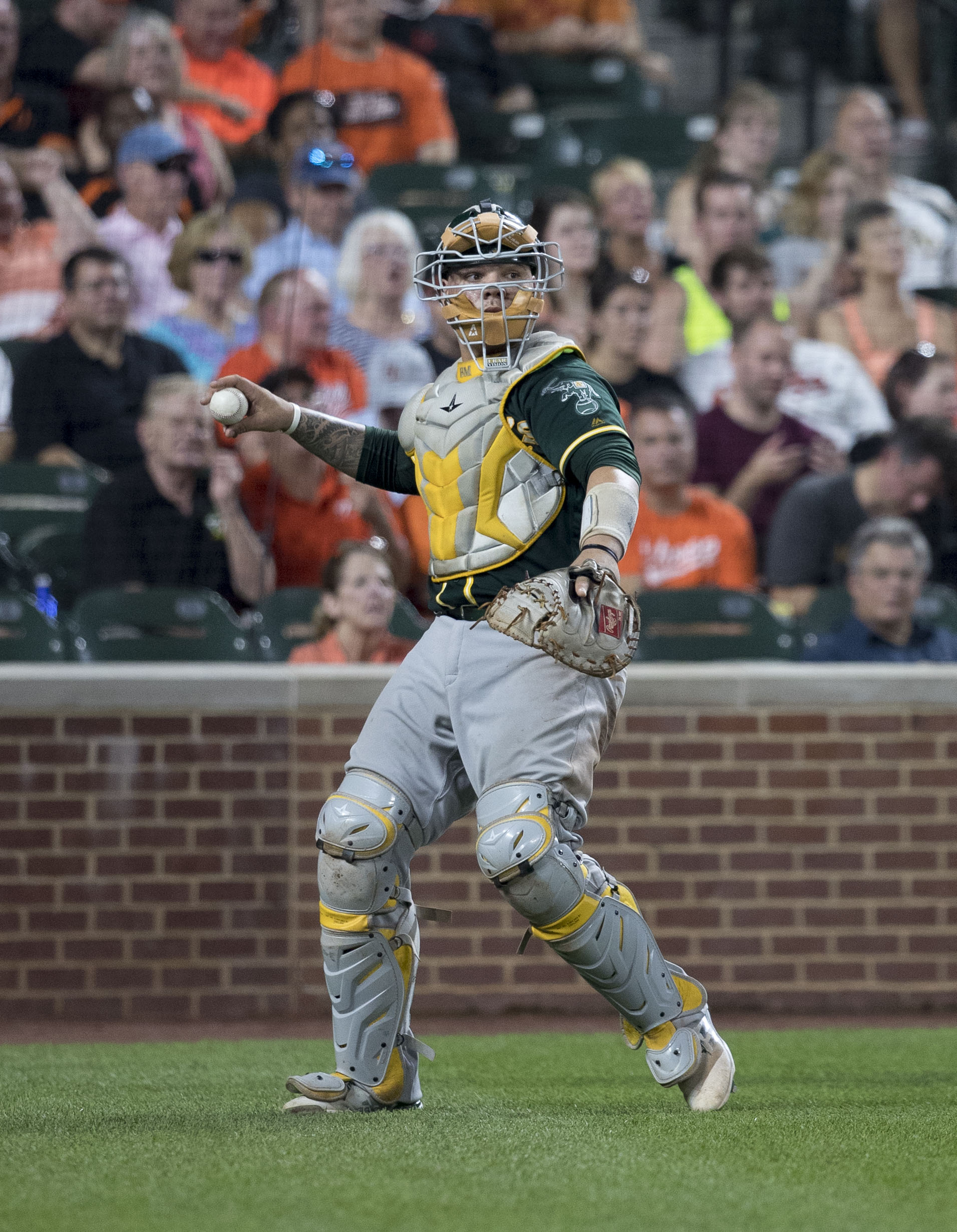
2017年8月22日

2012年のMLBドラフト2巡目（全体62位）でオークランド・アスレチックスから指名され、プロ入り。契約後、傘下のルーキー級アリゾナリーグ・アスレチックスでプロデビュー。A-級バーモント・レイクモンスターズでもプレーし、2球団合計で67試合に出場して打率.277、26打点、1盗塁を記録した。
2013年はA級ベロイト・スナッパーズとA+級ストックトン・ポーツでプレーし、2球団合計で104試合に出場して打率.275、7本塁打、49打点を記録した。
2014年はA+級ストックトンとAA級ミッドランド・ロックハウンズでプレーし、2球団合計で104試合に出場して打率.243、6本塁打、37打点を記録した。
2015年はAA級ミッドランドでプレーし、96試合に出場して打率.243、2本塁打、48打点を記録した。
2016年はシーズン開幕前の3月8日に第4回ワールド・ベースボール・クラシック（WBC）予選のドイツ代表に選出された。シーズンでは開幕をAAA級ナッシュビル・サウンズで迎え、7月23日にメジャー契約を結んでアクティブ・ロースター入りすると、同日のタンパベイ・レイズ戦でメジャーデビュー。この年メジャーでは33試合に出場して打率.283、1本塁打、14打点を記録した。
2017年9月23日の試合前の国歌斉唱の際に、自身の出身であるハンツビルでNFLの選手で国歌斉唱の際に抗議する選手はクビにすべきと発言したドナルド・トランプに抗議し、MLBの選手として初めて膝をつき抗議活動を行なった。オフの10月24日に抗議行動の影響によってアラバマ州のレストランでトランプ大統領を支持するウェイターに食事の提供を拒否されたと主張したが、レストランのウェイターはマックスウェルが誰なのか知らなかったと否定している。しかし、一方で同席した市会議員はウェイターがマックスウェルの抗議行動の話題を持ち出していたと証言している。10月28日にはアリゾナ州スコッツデールの自宅でフードデリバリーの女性配達員に銃を突きつけ、加重暴行および風紀紊乱の容疑で逮捕された。11月8日に加重暴行および風紀紊乱の罪で大陪審に起訴された、有罪となれば最大15年の禁固刑。裁判は2018年8月9日の予定となった。
2018年7月2日に暴行事件の判決が下り、2年間の保護観察を宣告された。9月1日にDFAとなり、6日にマイナー契約でAAA級ナッシュビルへ配属された。オフの11月2日にFAとなった。

### メキシカンリーグ時代
2019年はメキシカンリーグのモンクローバ・スティーラーズと契約した。この年は109試合に出場し、打率.325、24本塁打、112打点、出塁率.407、長打率.559という成績を残した。メキシカンリーグのオールスターにも選出され、セリエ・デル・レイでもチームに貢献しチーム初の優勝を勝ち取った。
2020年もモンクローバと再契約を結んだ。シーズン開幕前の3月に開催予定だった2021 ワールド・ベースボール・クラシック予選のドイツ代表に選出されたが、新型コロナウイルスの感染拡大の影響で中止となった。また、メキシカンリーグもシーズン中止となったため、公式戦での出場は無かった。

### メッツ傘下時代
2020年7月28日にニューヨーク・メッツとマイナー契約を結んだ。マイナーリーグもシーズン中止となったため、この年の公式戦での出場はなかった。
2021年はAAA級シラキュース・メッツで開幕を迎えた。

### ジャイアンツ傘下時代
2021年6月5日に金銭トレードでサンフランシスコ・ジャイアンツに移籍した。この年はメジャー昇格の機会はなく、オフの11月7日にFAとなった。

### メキシカンリーグ時代
2022年1月14日にモンクローバ・スティーラーズに復帰した。この年は44試合に出場し、打率.365、10本塁打、37打点を記録した。また9月に開催された第5回ワールド・ベースボール・クラシック（WBC）予選のドイツ代表に選出され、全3試合に正捕手として出場したが、本選出場はならなかった。シーズンオフはウィンターリーグ（LMP）のカニェロス・デ・ロス・モチスでプレーした。
2023年3月16日にメキシカンリーグのカンペチェ・パイレーツと契約した。18試合に出場して打率.231、1本塁打、6打点という成績だった。6月14日にアグアスカリエンテス・レイルロードメンにトレード移籍した。12試合に出場したが打率.194、2本塁打、5打点という結果に終わり、7月8日に自由契約となった。
2023年11月21日にサルティーヨ・サラペメーカーズと契約したが、2024年シーズン開幕前の4月9日に自由契約となった。
2024年4月10日にティフアナ・ブルズに捕手コーチとして加わり指導者としての活動を開始。しかしわずか1ヶ月後の5月21日に解任された。

## 人物
父親は黒人、母親は白人であり、アメリカ合衆国出身の黒人捕手は2005年のチャールズ・ジョンソン以来11年ぶりだった。

## 詳細情報

### 年度別打撃成績
| 年 度    | 球 団    | 試 合 | 打 席 | 打 数 | 得 点 | 安 打 | 二 塁 打 | 三 塁 打 | 本 塁 打 | 塁 打 | 打 点 | 盗 塁 | 盗 塁 死 | 犠 打 | 犠 飛 | 四 球 | 敬 遠 | 死 球 | 三 振 | 併 殺 打 | 打 率 | 出 塁 率 | 長 打 率 | O P S |
| -------- | -------- | ----- | ----- | ----- | ----- | ----- | -------- | -------- | -------- | ----- | ----- | ----- | -------- | ----- | ----- | ----- | ----- | ----- | ----- | -------- | ----- | -------- | -------- | ----- |
| 2016     | OAK      | 33    | 101   | 92    | 8     | 26    | 6        | 1        | 1        | 37    | 14    | 0     | 0        | 0     | 1     | 8     | 0     | 0     | 24    | 2        | .283  | .337     | .402     | .739  |
| 2017     | OAK      | 76    | 253   | 219   | 21    | 52    | 12       | 0        | 3        | 73    | 22    | 0     | 0        | 1     | 2     | 31    | 0     | 0     | 63    | 10       | .237  | .329     | .333     | .663  |
| 2018     | OAK      | 18    | 58    | 55    | 5     | 10    | 4        | 0        | 1        | 17    | 6     | 0     | 0        | 0     | 1     | 2     | 0     | 0     | 13    | 3        | .182  | .207     | .309     | .516  |
| MLB：3年 | MLB：3年 | 127   | 412   | 366   | 34    | 88    | 22       | 1        | 5        | 127   | 42    | 0     | 0        | 1     | 4     | 41    | 0     | 0     | 100   | 15       | .240  | .314     | .347     | .661  |

- 2019年度シーズン終了時

### 年度別守備成績
| 年 度 | 球 団 | 捕手（C） | 捕手（C） | 捕手（C） | 捕手（C） | 捕手（C） | 捕手（C） | 捕手（C） | 捕手（C） | 捕手（C） | 捕手（C） | 捕手（C） |
| 年 度 | 球 団 | 試 合     | 刺 殺     | 補 殺     | 失 策     | 併 殺     | 守 備 率  | 捕 逸     | 企 図 数  | 許 盗 塁  | 盗 塁 刺  | 阻 止 率  |
| ----- | ----- | --------- | --------- | --------- | --------- | --------- | --------- | --------- | --------- | --------- | --------- | --------- |
| 2016  | OAK   | 29        | 178       | 9         | 1         | 1         | .995      | 0         | 8         | 8         | 0         | .000      |
| 2017  | OAK   | 74        | 454       | 31        | 0         | 8         | 1.000     | 3         | 61        | 44        | 17        | .279      |
| 2018  | OAK   | 16        | 126       | 12        | 0         | 0         | 1.000     | 1         | 19        | 12        | 7         | .368      |
| MLB   | MLB   | 119       | 758       | 52        | 1         | 9         | .999      | 4         | 88        | 64        | 24        | .273      |

- 2019年度シーズン終了時

### 背番号
- 63（2016年）
- 13（2017年 - 2018年）

### 代表歴
- 2017 ワールド・ベースボール・クラシック予選 ドイツ代表
- 2023 ワールド・ベースボール・クラシック予選 ドイツ代表